# Mont-Saint-Jean (Belgio)

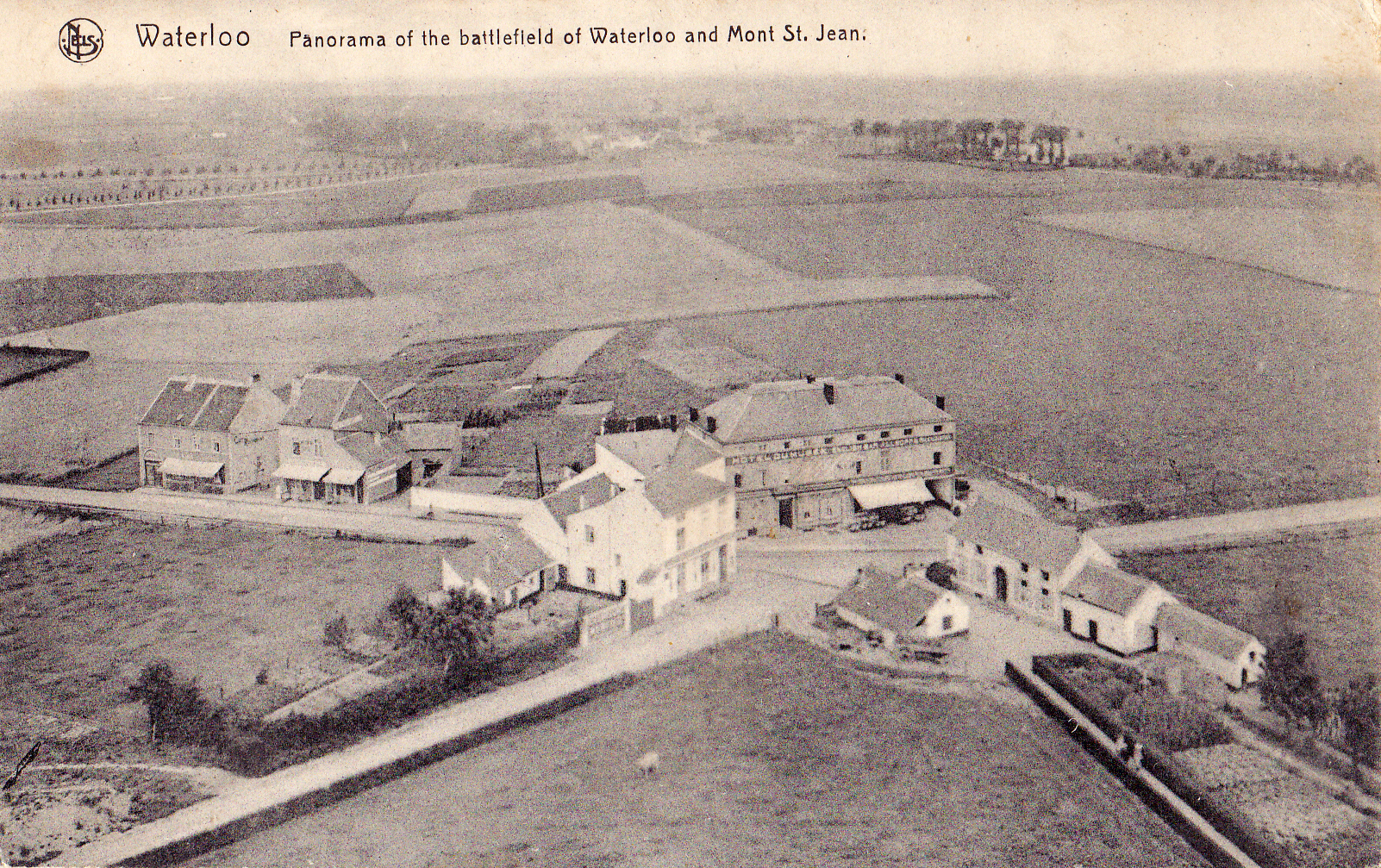
immagine presa dalla sommità della "collina del leone" che mostra in lontananza Mont-Saint-Jean e, a destra, la sua fattoria.

Mont-Saint-Jean è una località del Belgio situata tra i comuni di Braine-l'Alleud e di Waterloo, all'incrocio delle strade Nivelles-La Hulpe e Charleroi-Bruxelles.
Sulla cresta su cui sorge Mont-Sain-Jean e nella sottostante pianura venne combattuta il 18 giugno 1815 la battaglia di Waterloo che vide la definitiva sconfitta di Napoleone Bonaparte contro gli eserciti della Settima coalizione guidati dal Duca di Wellington e dal feldmaresciallo Gebhard von Blücher. 

## Storia
La località di Mont-Saint-Jean, situata circa 3,5 chilometri a sud di Waterloo, si trova sul declivio settentrionale di una cresta collinare dove il 18 giugno 1815 il Duca di Wellington schierò il suo esercito per fermare l'avanzata delle truppe francesi di Napoleone in direzione di Bruxelles. Nel 1815 Mont-Saint-Jean era formata da circa trenta case, situate nei pressi dell'importante incrocio della strada maestra nord-sud Bruxelles-Charleroi e della strada trasversale ovest-est proveniente da Nivelles.
Il nome di Mont-Saint-Jean, indicava in particolare un'importante fattoria che era la principale costruzione presente nella località; il nome sembra che derivasse da  "maison Saint-Jean", la struttura ospedaliera dell'Ordre de Saint-Jean de Jérusalem. In passato il luogo era stato conosciuto come "La Bascule".
Attualmente sono situate a Mont-Saint-Jean numerose strutture commerciali della grande distribuzione; in particolare esiste un ipermercato Carrefour costruito sulle antiche terre dello château Cheval, proprietà dell'industriale Léon Cheval, che è stato demolito nel febbraio 1966.

## Battaglia di Waterloo

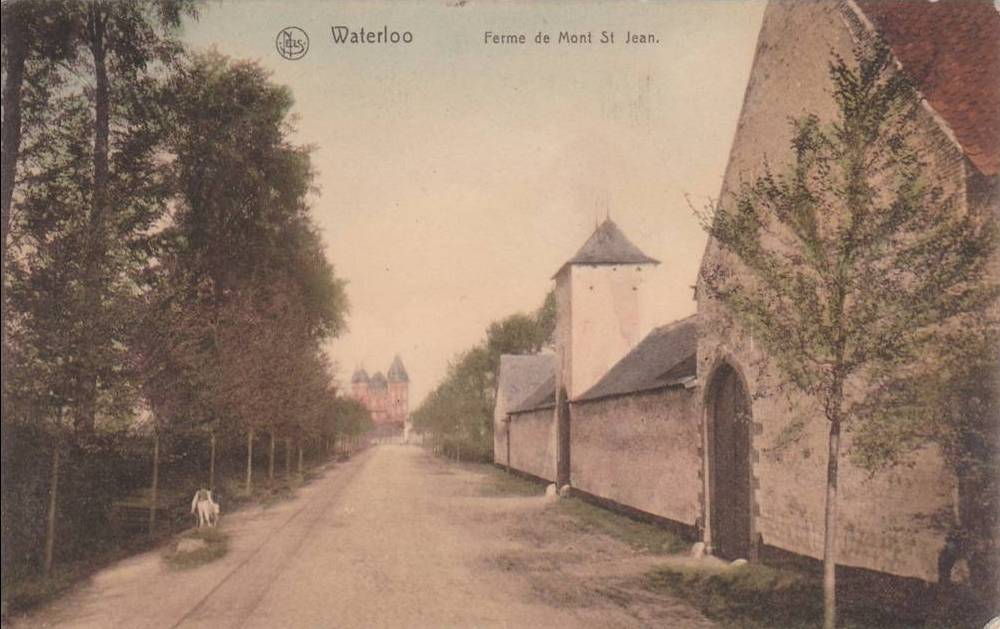
La fattoria di Mont-Saint-Jean

Il 18 giugno 1815 sulla cresta di Mont-Saint-Jean venne combattuta la famosa battaglia di Waterloo. Il Duca di Wellington aveva schierato le sue forze al riparo sul versante settentrionale della cresta in una posizione difensiva molto forte anche se alle sue spalle si trovava la foresta di Soignes che avrebbe potuto intralciare un'eventuale ritirata. La fattoria di Mont-Saint-Jean venne utilizzata da ospedale campale per le truppe britanniche durante la battaglia. 
Napoleone riconobbe l'importanza tattica della località di Mont-Saint-Jean e fin dall'inizio della battaglia diede come obiettivo alle sue truppe la conquista della zona e lo sfondamento al centro delle linee nemiche; alcuni reparti di zappatori vennero tenuti pronti per barricare gli edifici dopo la loro conquista. Nonostante i ripetuti attacchi della fanteria, il continuo fuoco dell'artiglieria e gli strenui sforzi della cavalleria, i francesi non riuscirono a conquistare la cresta di Mont-Saint-Jean e la battaglia terminò in serata, dopo l'arrivo dell'esercito prussiano, con una disastrosa sconfitta di Napoleone. 

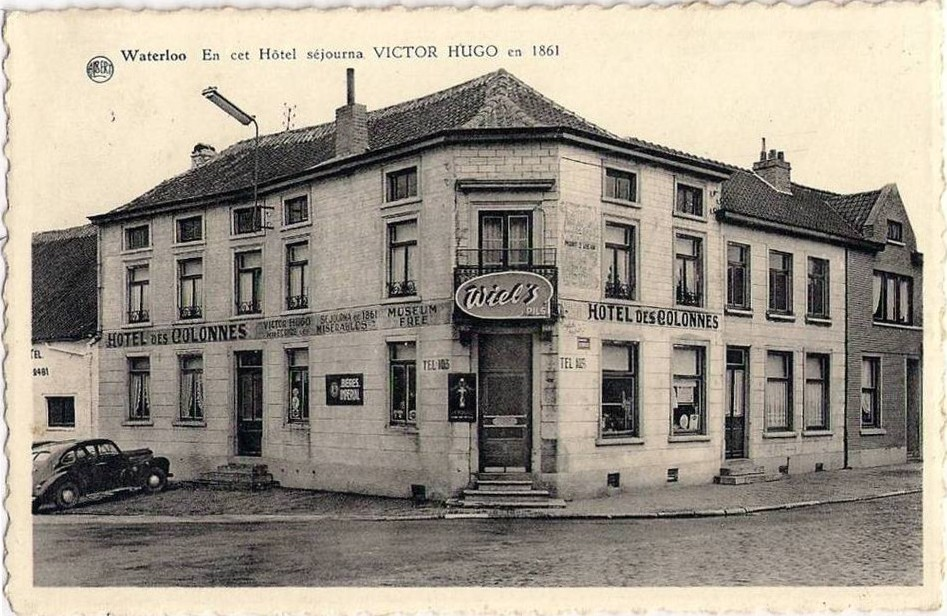
L'Hôtel des Colonnes all'incrocio di Mont-Saint-Jean dove Victor Hugo soggiornò nel maggio-giugno 1860

L'imperatore e in generale la storiografia francese inizialmente denominarono quindi "battaglia di Mont-Saint-Jean" lo scontro decisivo del 18 giugno 1815, seguendo in modo più aderente alla realtà, la topografia della battaglia, mentre in Gran Bretagna si preferì parlare subito, sulla base del comunicato ufficiale del Duca di Wellington, di "battaglia di Waterloo", la denominazione che poi passò alla storia.
Victor Hugo fece ricerche approfondite sulla battaglia direttamente sul posto; fu lui che descrisse la piana di Mont-Saint-Jean come la morne plaine, la "cupa pianura". Lo scrittore francese completò la redazione del suo romanzo "I miserabili", dove è contenuta una lunga e drammatica descrizione della battaglia, durante il suo soggiorno nella camera dell'Hôtel des Colonnes situata sopra la porta d'ingresso principale. Questo edificio che si trovava all'incrocio della strade statali N5 e N27, è stato demolito nel 1963. La balaustra del balcone della sua camera è invece conservata al museo di Le Caillou, dove Napoleone mantenne il suo quartier generale durante la battaglia.